# 부곡동 (부산)
부곡동(釜谷洞)은 부산광역시 금정구의 법정동이다. 행정동 부곡1~4동으로 나뉜다. 행정동 부곡3동은 오륜동의 전부를 포함한다. 법정동 오륜동의 동부지역은 회동지의 동쪽에 있어서 다른 법정동 오륜동이나 부곡 행정동에서 육로로 갈 수 없는 월경지이다.

## 법정동
- 부곡동
- 오륜동(五倫洞)

## 주요 시설

### 주거

#### 아파트
- 한신공영 / 경남한신 (구 ㈜경남섬유공업 부지)
- SK에코플랜트 / 부곡에스케이 (구 현대모직㈜ 부지)
- 쌍용건설 / 부곡 쌍용 (오주개발㈜ 시행)
- 대우㈜ 건설부문 / 부곡 대우 (구 태창기업㈜ 부지)
- 대우건설 / 부곡 푸르지오 (㈜비엔에스개발 시행)
- 영풍산업㈜ / 부곡 영풍마드레빌
- 대동건설㈜ / 부곡 대동다숲 (㈜대한토지신탁 시행)

## 같이 보기
- 대한민국의 지리
- 대한민국의 행정 구역